# Noel Cringle
Noel Quayle Cringle, né le 16 décembre 1937 et mort le 28 août 2021, est un homme politique de l'île de Man, président du Tynwald de 2000 à 2011.

## Biographie
Noel Cringle suit ses études à Castle Rushen High School puis devient agriculteur et plus tard commissaire-priseur chez Central Marts Limited. Élu commissaire de la paroisse d'Arbory en 1964, il occupe ce poste jusqu'en 1974, année où il est élu pour la première fois membre de la Chambre des clés pour la circonscription de Rushen. Il perd son siège en 1986, alors qu'il est président du Conseil de l'Intérieur, mais retrouve ce poste en 1991. Il est président de la Chambre des clés de 1996 à 2000. Toujours dans la circonscription de Rushen, il est élu au Conseil législatif en 2000 et est élu président du Tynwald, fonction qu'il occupe jusqu'en 2011.
En 2008, il est nommé membre de l'ordre de l'Empire britannique (OBE).

### Famille
Marié à Mary, Noel Cringle a deux fils.

## Postes gouvernementaux
- Membre du Conseil Exécutif, 1978-1981
- Président du Conseil d'administration de la Sécurité Sociale, 1976-1982
- Président de la Maison des Affaires du Conseil, 1982-1986
- Membre du Conseil Exécutif, 1982-1986
- Président de la Commission des Télécommunications, 1984-1986
- Président de la Commission de la fonction publique, 1992-1996
- Ministre de l'Éducation, 1995-1996

## Autres postes
- Président de l'OIM Conseil des Sports de 1982 à 1987
- Président du Manx Festival de Musique de 1984-date.
- Trésorier de la Manx National Farmers Union 1969-2000
- Président du Manx Harriers Athletic Club
- Syndic du Colby AFC
- Membre à vie de Laa Columb Killey
- Membre à vie de l'Association des Jeux de l'Île